# Lucas Vidal
Lucas Vidal (Madrid, 1984) is een Spaans filmcomponist.
Vidal studeerde aan het Berklee College of Music in Boston en aan de Juilliard School in New York. Hij begon zijn muzikale carrière als filmcomponist en samen met mede-oprichter Steve Dzialowski begon hij het bedrijf Music and Motion Productions. Vidal werd in 2011 genomineerd voor een "Breakout Composer of the Year" door het International Film Music Critics Association voor de film Sleep Tight en hij ontving in 2012 een nominatie voor "Ontdekking van het jaar" op de World Soundtrack Award voor de films The Raven, The Cold Light of Day en Sleep Tight. Zijn bekendste soundtrack is Fast & Furious 6.

## Filmografie
- 2006: Cathedral Pines
- 2009: The Island Inside (originele titel: La isla interior)
- 2010: Vanishing on 7th Street
- 2011: Mientras duermes
- 2011: Green Guys
- 2012: The Raven
- 2012: The Cold Light of Day
- 2013: Invasor
- 2013: Afterparty
- 2013: Fast & Furious 6
- 2013: Mindscape
- 2014: The Quiet Ones
- 2014: Tracers
- 2015: Nobody Wants the Night (originele titel: Nadie quiere la noche)
- 2015: Kidnapping Mr. Heineken
- 2015: Palmeras en la nieve
- 2016: Realive
- 2018: El árbol de la sangre
- 2018: Alegría, tristeza
- 2019: Paradise Hills
- 2019: Mio fratello rincorre i dinosauri
- 2019: Salir del ropero
- 2020: Hogar

## Overige producties

### Televisiefilms
- 2009: The Immortal Voyage of Captain Drake
- 2009: Hammer of the Gods

### Documentaires
- 2010: Make Believe
- 2010: Flamenco: A Way of Life
- 2017: El silencio roto